# Sydney United 58 FC
Sydney United 58 FC är en semiprofessionell fotbollsklubb baserad i Edensor Park, Sydney, New South Wales Australien. Klubben bildades som Sydney Croatia 1958, av kroatiska australier i området, men döptes 1993 om till Sydney United efter att ha burit namnet Sydney CSC (Croatian Soccer Club) för en säsong. Klubben spelar i nationella Premier League New South Wale och hemmamatcherna äger rum på Sydney United Sports Centre i Edensor Park. Klubben spelade tidigare i den numera nerlagda nationella australiska proffsligan National Soccer League (NSL) mellan 1984 och 2004.